# Anomobryum nidificans
Anomobryum nidificans är en bladmossart som beskrevs av Coppey 1911. Anomobryum nidificans ingår i släktet Anomobryum och familjen Bryaceae. Inga underarter finns listade i Catalogue of Life.